# Liste der estnischen Meister im Skispringen

Logo des Estnischen Wintersportverbandes

Die Liste der estnischen Meister im Skispringen listet die Sieger sowie die Zweit- und Drittplatzierten bei den estnischen Meisterschaften im Skispringen seit der erstmaligen Austragung im Jahr 1933 auf. Außerdem sind alle Medaillengewinner bei Sommermeisterschaften erfasst.

## Herren Einzel
Die Schanzen werden zwar alle mit Normaalmägi bezeichnet, dies erfüllt aber nicht die Voraussetzung einer Kategorisierung zur Normalschanze, da der jeweilige K-Punkt weit unter dem festgelegten Bereich liegt. Häufigster Austragungsort war Otepää.

### Winter
| Jahr | Austragungsort | Meister                                              | Vize                                                 | Dritter                                              |
| ---- | -------------- | ---------------------------------------------------- | ---------------------------------------------------- | ---------------------------------------------------- |
| 1933 | Viljandi       | Oskar Veldeman                                       | Heino Otto                                           | H. Polikarpus                                        |
| 1935 | Tallinn        | Otto Tamm                                            | Heino Otto                                           | Sergei Šumeiko                                       |
| 1936 | Viljandi       | Oskar Veldeman                                       | Eduard Raidla                                        | Aleksander Peekaln Heino Otto                        |
| 1937 | Tallinn        | Oskar Veldeman                                       | Sergei Šumeiko                                       | Aleksander Peepre                                    |
| 1938 | Tallinn        | Eduard Bergman-Raidla                                | Oskar Veldeman                                       | Aleksei Pohlman                                      |
| 1940 | Tallinn        | Oskar Veldeman                                       | Aleksander Peepre                                    | Eduard Bergman-Raidla                                |
| 1941 | Tallinn        | Harry Rannala                                        | Aleksander Peepre                                    | Ado Arvo                                             |
| 1946 | Viljandi       | Raimond Ranna                                        | Karl Vesterstein                                     | Erich Kulla                                          |
| 1950 | Võru           | Ilmar Pärtelpoeg                                     | Aarne Tarkiainen                                     | Endel Kull                                           |
| 1951 | Võru           | Uno Kajak                                            | Johannes Peets                                       | Enrico-Egon Mitt                                     |
| 1952 | Tallinn        | Ilmar Pärtelpoeg                                     | Jüri Teras                                           | Ants Aavola                                          |
| 1953 | Võru           | Uno Kajak                                            | Uno Aavola                                           | Ilmar Pärtelpoeg                                     |
| 1954 | Otepää         | Ilmar Pärtelpoeg                                     | Uno Kajak                                            | Hugo Kaselaan                                        |
| 1955 | Otepää         | Uno Kajak                                            | Lembit Tiganik                                       | Uno Aavola                                           |
| 1956 | Otepää         | Lembit Tiganik                                       | Uno Aavola                                           | Rein Kõiv                                            |
| 1957 | Otepää         | Boriss Stõrankevitš                                  | Valev Aluvee                                         | Vello Laev                                           |
| 1958 | Võru           | Valev Aluvee                                         | Lembit Tiganik                                       | Uno Kajak                                            |
| 1959 | Otepää         | Rein Kõiv                                            | Raimond Mürk                                         | Uno Kajak                                            |
| 1960 | Võru           | Vello Laev                                           | Ants Kõiv                                            | Ants Allandi                                         |
| 1961 | Kavgolovo      | Uno Kajak                                            | Dieter Treumann                                      | Valev Aluvee                                         |
| 1962 | Otepää         | Boriss Stõrankevitš                                  | Valev Aluvee                                         | Rein Kõiv                                            |
| 1963 | Otepää         | Rein Kõiv                                            | Dieter Treumann                                      | Enn Uhkai                                            |
| 1964 | Otepää         | Ants Allandi                                         | Toivo Laev                                           | Enn Uhkai                                            |
| 1965 | Otepää         | Rein Kõiv                                            | Tõnu Haljand                                         | Enn Uhkai                                            |
| 1966 | Võru           | Tõnu Haljand                                         | Ants Allandi                                         | Enn Uhkai                                            |
| 1967 | Kavgolovo      | Toivo Laev                                           | Harry Arv                                            | Ants Allandi                                         |
| 1968 | Otepää         | Toivo Laev                                           | Tõnu Haljand                                         | Harry Arv                                            |
| 1969 | Otepää         | Toivo Laev                                           | Ants Allandi                                         | Arvi Sopp                                            |
| 1970 | Otepää         | Toivo Laev                                           | Silver Eljand                                        | Ants Allandi                                         |
| 1971 | Otepää         | Harry Arv                                            | Tiit Tamm                                            | Silver Eljand                                        |
| 1972 | Otepää         | Harry Arv                                            | Silver Eljand                                        | Toivo Laev                                           |
| 1973 | Otepää         | Tõnu Haljand                                         | Tiit Tamm                                            | Silver Eljand                                        |
| 1974 | Otepää         | Joe Tikenberg                                        | Silver Eljand                                        | Heiki Leemet                                         |
| 1975 | Otepää         | Tiit Tamm                                            | Harry Arv                                            | Silver Eljand                                        |
| 1976 | Otepää         | Silver Eljand                                        | Tiit Talvar                                          | Vladimir Golubev                                     |
| 1977 | Otepää         | Vladimir Golubev                                     | Tiit Tamm                                            | Ants Lind                                            |
| 1978 | Otepää         | Kalev Aigro                                          | Vladimir Golubev                                     | Hillar Hein                                          |
| 1979 | Otepää         | Tiit Tamm                                            | Vladimir Golubev                                     | Hillar Hein                                          |
| 1980 | Otepää         | Margus Kangur                                        | Hillar Hein                                          | Ants Lind                                            |
| 1981 | Otepää         | Fjodor Koltšin                                       | Tiit Heinloo                                         | Margus Kangur                                        |
| 1982 | Otepää         | Priit Teder                                          | Margus Kangur                                        | Tiit Heinloo                                         |
| 1983 | Otepää         | Margus Kangur                                        | Tiit Heinloo                                         | Anatoli Viktorov                                     |
| 1984 | Otepää         | Allar Levandi                                        | Anatoli Viktorov                                     | Margus Kangur                                        |
| 1985 | Otepää         | Margus Kangur                                        | Kair Tammel                                          | Taivo Tigane                                         |
| 1986 | Otepää         | Jaan Vene                                            | Priit Teder                                          | Kalev Aigro                                          |
| 1987 | Otepää         | Peep Heinloo                                         | Taivo Tigane                                         | Priit Teder                                          |
| 1988 | Otepää         | Medni Tammsaar                                       | Janno Perv                                           | Priit Teder                                          |
| 1991 | Otepää         | Jüri Reesel                                          | Toomas Tiru                                          | Janno Perv                                           |
| 1992 | Otepää         | Kalmer Johanson                                      | Janno Perv                                           | Medni Tammsaar                                       |
| 1993 | Otepää         | Allar Levandi                                        | Ago Markvardt                                        | Egon Ilves                                           |
| 1994 | Otepää         | Ago Markvardt                                        | Allar Levandi                                        | Magnar Freimuth                                      |
| 1995 | Otepää         | Egon Kärema                                          | Ago Markvardt                                        | Magnar Freimuth                                      |
| 1996 | Otepää         | Ago Markvardt                                        | Jaan Jüris                                           | Ilmar Aluvee                                         |
| 1997 | Otepää         | Jaan Jüris                                           | Tambet Pikkor                                        | Ago Markvardt                                        |
| 1998 | Otepää         | Jens Salumäe                                         | Magnar Freimuth                                      | Jaan Jüris                                           |
| 1999 | Otepää         | Jaan Jüris                                           | Tiit Orlovski                                        | Urho Märdimäe                                        |
| 2000 | Otepää         | Tambet Pikkor                                        | Jens Salumäe                                         | Jaan Jüris                                           |
| 2001 | Otepää         | Jaan Jüris                                           | Tambet Pikkor                                        | Jens Salumäe                                         |
| 2002 | Otepää         | Jens Salumäe                                         | Jaan Jüris                                           | Vahur Tasane                                         |
| 2003 | Otepää         | Jens Salumäe                                         | Jaan Jüris                                           | Illimar Pärn                                         |
| 2004 | Otepää         | Jens Salumäe                                         | Jaan Jüris                                           | Kristjan Eljand                                      |
| 2005 | Otepää         | Jens Salumäe                                         | Jaan Jüris                                           | Tambet Pikkor                                        |
| 2006 | Otepää         | Jaan Jüris                                           | Illimar Pärn                                         | Mats Piho                                            |
| 2007 | Otepää         | Jaan Jüris                                           | Mats Piho                                            | Kristjan Eljand                                      |
| 2008 | Otepää         | Keine Meisterschaft in der Herrenklasse ausgetragen. | Keine Meisterschaft in der Herrenklasse ausgetragen. | Keine Meisterschaft in der Herrenklasse ausgetragen. |
| 2009 | Otepää         | Illimar Pärn                                         | Karl-August Tiirmaa                                  | Tõnis Kartau                                         |
| 2010 | Otepää         | Kristjan Ilves                                       | Aldo Leetoja                                         | Siim-Tanel Sammelselg                                |
| 2011 | Otepää         | Kaarel Nurmsalu                                      | Kristjan Ilves                                       | Martti Nõmme                                         |
| 2012 | Otepää         | Kaarel Nurmsalu                                      | Illimar Pärn Siim-Tanel Sammelselg                   |                                                      |
| 2013 | Otepää         | Kristjan Ilves                                       | Martti Nõmme                                         | Han Hendrik Piho                                     |
| 2015 | Otepää         | Kristjan Ilves                                       | Tanel Levkoi                                         | Karl-August Tiirmaa                                  |
| 2016 | Otepää         | Kaarel Nurmsalu                                      | Martti Nõmme                                         | Kevin Maltsev                                        |
| 2017 | Otepää         | Artti Aigro                                          | Kristjan Ilves                                       | Martti Nõmme                                         |
| 2018 | Otepää         | Artti Aigro                                          | Kevin Maltsev                                        | Martti Nõmme                                         |
| 2019 | Otepää         | Kevin Maltsev                                        | Martti Nõmme                                         | Kristjan Ilves                                       |
| 2020 | Otepää         | nicht ausgetragen                                    | nicht ausgetragen                                    | nicht ausgetragen                                    |
| 2021 | Otepää         | Artti Aigro                                          | Kevin Maltsev                                        | Kristjan Ilves                                       |
| 2022 | Otepää         | Artti Aigro                                          | Kevin Maltsev                                        | Martti Nõmme                                         |
| 2023 | Otepää         | Martti Nõmme                                         | Kaimar Vagul                                         | Artti Aigro                                          |

### Sommer
| Jahr | Austragungsort | Meister          | Vize                  | Dritter              |
| ---- | -------------- | ---------------- | --------------------- | -------------------- |
| 1964 | Tallinn        | Enn Uhkai        | Uno Kajak             | Vello Kuus           |
| 1965 | Tallinn        | Enn Uhkai        | Vello Kuus            | Tõnu Haljand         |
| 1966 | Tallinn        | Tõnu Haljand     | Enn Uhkai             | Ants Allandi         |
| 1967 | Tallinn        | Toivo Laev       | Vello Kuus            | Harry Arv            |
| 1970 | Tallinn        | Harry Arv        | Toivo Laev            | Tõnu Haljand         |
| 1971 | Tallinn        | Heiki Leemet     | Tõnu Haljand          | Toivo Laev           |
| 1972 | Tallinn        | Silver Eljand    | Heiki Leemet          | Tõnu Haljand         |
| 1973 | Otepää         | Joe Tikenberg    | Paul Männik           | Tõnu Haljand         |
| 1974 | Tallinn        | Vladimir Golubev | Harry Arv             | Silver Eljand        |
| 1980 | Otepää         | Margus Kangur    | Priit Teder           | Avo Tomingas         |
| 1981 | Otepää         | Margus Kangur    | Tiit Heinloo          | Priit Teder          |
| 1983 | Otepää         | Margus Kangur    | Anatoli Viktorov      | Kalev Aigro          |
| 1984 | Otepää         | Margus Kangur    | Anatoli Viktorov      | Peep Heinloo         |
| 1985 | Otepää         | Margus Kangur    | Taivo Tigane          | Kair Tammel          |
| 1986 | Otepää         | Ago Markvardt    | Priit Teder           | Taivo Tigane         |
| 1987 | Otepää         | Peep Heinloo     | Janno Perv            | Kalev Aigro          |
| 1988 | Otepää         | Peep Heinloo     | Andrus Ilves          | Toomas Tiru          |
| 1989 | Otepää         | Peep Heinloo     | Medni Tammsaar        | Toomas Tiru          |
| 1990 | Otepää         | Medni Tammsaar   | Janno Perv            | Toomas Tiru          |
| 1991 | Tallinn        | Toomas Tiru      | Allar Levandi         | Ago Markvardt        |
| 1992 | Tallinn        | Toomas Tiru      | Peter Heli            | Egon Ilves           |
| 1993 | Tallinn        | Egon Ilves       | Ilmar Aluvee          | Veiko Hõrak          |
| 1994 | Tallinn        | Magnar Freimuth  | Egon Kärema           | Veiko Hõrak          |
| 1995 | Otepää         | Magnar Freimuth  | Ago Markvardt         | Egon Kärema          |
| 1996 | Otepää         | Ago Markvardt    | Magnar Freimuth       | Roomet Pikkor        |
| 1997 | Otepää         | Magnar Freimuth  | Jaan Jüris            | Ago Markvardt        |
| 1998 | Otepää         | Jaan Jüris       | Magnar Freimuth       | Tambet Pikkor        |
| 1999 | Otepää         | Jens Salumäe     | Jaan Jüris            | Villu Teder          |
| 2000 | Otepää         | Jens Salumäe     | Jaan Jüris            | Rauno Pikkor         |
| 2001 | Otepää         | Jaan Jüris       | Jens Salumäe          | Tambet Pikkor        |
| 2002 | Otepää         | Jaan Jüris       | Jens Salumäe          | Tambet Pikkor        |
| 2003 | Otepää         | Jens Salumäe     | Jaan Jüris            | Vahur Tasane         |
| 2004 | Otepää         | Jens Salumäe     | Jaan Jüris            | Tambet Pikkor        |
| 2005 | Otepää         | Jaan Jüris       | Kristjan Eljand       | Illimar Pärn         |
| 2006 | Otepää         | Jens Salumäe     | Jaan Jüris            | Illimar Pärn         |
| 2008 | Otepää         | Illimar Pärn     | Mats Piho             | Tanel Levkoi         |
| 2009 | Otepää         | Illimar Pärn     | Kaarel Nurmsalu       | Aldo Leetoja         |
| 2010 | Otepää         | Kaarel Nurmsalu  | Illimar Pärn          | Martti Nõmme         |
| 2011 | Otepää         | Kaarel Nurmsalu  | Siim-Tanel Sammelselg | Illimar Pärn         |
| 2012 | Otepää         | Kaarel Nurmsalu  | Artti Aigro           | Illimar Pärn         |
| 2013 | Otepää         | Kaarel Nurmsalu  | Kristjan Ilves        | Martti Nõmme         |
| 2014 | Otepää         | Kristjan Ilves   | Martti Nõmme          | Karl-August Tiirmaa  |
| 2015 | Otepää         | Martti Nõmme     | Kristjan Ilves        | Rauno Loit           |
| 2016 | Otepää         | Kristjan Ilves   | Karl-August Tiirmaa   | Martti Nõmme         |
| 2017 | Otepää         | Artti Aigro      | Kristjan Ilves        | Martti Nõmme         |
| 2018 | Otepää         | Kevin Maltsev    | Kristjan Ilves        | Ivo-Niklas Hermanson |
| 2019 | Otepää         | Martti Nõmme     | Artti Aigro           | Robert Lee           |
| 2020 | Otepää         | Martti Nõmme     | Markus Kägu           | Andreas Ilves        |
| 2021 | Otepää         | Kristjan Ilves   | Kevin Maltsev         | Martti Nõmme         |
| 2022 | Otepää         | Artti Aigro      | Kevin Maltsev         | Martti Nõmme         |

## Herren Team
Das Mannschaftsspringen fand ab 1980 zunächst in unregelmäßigen Abständen statt, erst ab dem Jahr 2003 wurde es fast bei jeder Meisterschaft ausgetragen.

### Winter
| Jahr      | Austragungsort | Meister                                                           | Vize                                                         | Dritter                                                     |
| --------- | -------------- | ----------------------------------------------------------------- | ------------------------------------------------------------ | ----------------------------------------------------------- |
| 1980      | Otepää         | Tallinna KalevAnts Lind Margus Kangur Juhan Lind                  | Tallinna DünamoTiit Heinloo Hillar Hein Peep Heinloo         | Otepää DünamoKalev Aigro Avo Tomingas Priit Teder           |
| 1981      | Otepää         | Tallinna IHillar Hein Tiit Heinloo Margus Kangur                  | Valga raj IKalev Aigro Priit Teder Avo Tomingas              | Tallinna IIAllar Levandi Mihkel Mürk Anatoli Viktorov       |
| 1985      | Otepää         | Tallinna ITiit Heinloo Anatoli Viktorov Kair Tammel Margus Kangur | Tallinna IIMati Laiv Karl Spiegel Mairo Ehman Andro Treumann | Tartu raj IAndres Aavik Andrus Ilves Olev Madi Rain Pärn    |
| 1987      | Otepää         | Võru LNSKKalmer Johanson Urmas Johanson Jaan Vene Andrus Ilves    | Tallinna Dünamo I                                            | Otepää Noor dünamolane III                                  |
| 1988      | Otepää         | Võru DünamoUrmas Johanson Jüri Reesel Medni Tammsaar              | Tartu raj IJanno Perv Alo Raudik Rain Pärn                   | Tallinna Dünamo IIlmar Aluvee Tarmo Vooglaid Peep Heinloo   |
| 2003      | Otepää         | Otepää SKKristjan Eljand Egert Malts Jaan Jüris                   | SuK TelemarkAldo Leetoja Vaiko Leetoja Jouko Hein            | Elva SuKJanno Liivak Tiit Orlovski Illimar Pärn             |
| 2004      | Otepää         | Otepää SKPriidik Vesi Kristjan Eljand Egert Malts                 | SuK TelemarkAldo Leetoja Jouko Hein Vaiko Leetoja            | Võru SpKElar Asuküll Urho Märdimäe Alar Asuküll             |
| 2005      | Otepää         | Otepää SK IAlar Kukka Kristjan Eljand Egert Malts                 | Elva SuKTiit Orlovski Tõnis Kartau Illimar Pärn              | Otepää SK IIIlmar Tedremaa Karl-August Tiirmaa Priidik Vesi |
| 2006      | Otepää         | Otepää SK IKristjan Eljand Tambet Pikkor Jaan Jüris               | Nõmme SKKristjan Ehman Tanel Levkoi Raiko Heide              | Otepää SK IIAlar Kukka Egert Malts Heiko Heitur             |
| 2009      | Otepää         | Otepää SK IEgert Malts Karl-August Tiirmaa Jaan Jüris             | SÜ TaevatähtKaarel Piho Kail Piho Mats Piho                  | Elva SuK IKristjan Ilves Tõnis Kartau Illimar Pärn          |
| 2010      | Otepää         | Nõmme SK IRaiko Heide Siim-Tanel Sammelselg Tanel Levkoi          | Otepää SKJaan Jüris Alar Kukka Karl-August Tiirmaa           | Elva SuKTõnis Kartau Kristjan Ilves Illimar Pärn            |
| 2011      | Otepää         | Otepää SKAlar Kukka Jaan Jüris Karl-August Tiirmaa                | Elva SuKTõnis Kartau Kristjan Ilves Illimar Pärn             | SÜ TaevatähtHan-Hendrik Piho Kail Piho Mats Piho            |
| 2012      | Otepää         | Elva SuK IKarl Mustjõgi Kristjan Ilves Illimar Pärn               | SÜ TaevatähtKaarel Piho Kail Piho Han-Hendrik Piho           | Otepää SK IArtti Aigro Mihkel Oja Karl-August Tiirmaa       |
| 2013      | Otepää         | Otepää SKArtti Aigro Mihkel Oja Karl-August Tiirmaa               | SÜ TaevatähtMats Piho Kail Piho Han-Hendrik Piho             | Elva SuK IKarl Mustjõgi Rauno Loit Kristjan Ilves           |
| 2014–2017 | Otepää         | Keine Meisterschaft in der Mannschaft ausgetragen.                | Keine Meisterschaft in der Mannschaft ausgetragen.           | Keine Meisterschaft in der Mannschaft ausgetragen.          |
| 2018      | Otepää         | Põhjakotkas IMarkkus Alter Karl-August Tiirmaa Artti Aigro        | Elva SuKAndreas Ilves Kevin Maltsev Kristjan Ilves           | Nõmme SKTaavi Pappel Ivo-Niklas Hermanson Robert Lee        |
| 2019–2020 | Otepää         | Keine Meisterschaft in der Mannschaft ausgetragen.                | Keine Meisterschaft in der Mannschaft ausgetragen.           | Keine Meisterschaft in der Mannschaft ausgetragen.          |
| 2021      | Otepää         | Elva SuKAndreas Ilves Kevin Maltsev Kristjan Ilves                | Põhjakotkas OtepääAndero Kapp Markkus Alter Artti Aigro      | VõruMarkus Pungar Sten-Jörgen Leis Martti Nõmme             |
| 2022–2023 | Otepää         | Keine Meisterschaft in der Mannschaft ausgetragen.                | Keine Meisterschaft in der Mannschaft ausgetragen.           | Keine Meisterschaft in der Mannschaft ausgetragen.          |

### Sommer
| Jahr | Austragungsort | Meister                                                    | Vize                                                       | Dritter                                                                |
| ---- | -------------- | ---------------------------------------------------------- | ---------------------------------------------------------- | ---------------------------------------------------------------------- |
| 2000 | Otepää         | Nõmme SK IVahur Tasane Priit Estermaa Jens Salumäe         | Nõmme SK IIIRoomet Pikkor Rauno Pikkor Tambet Pikkor       | Otepää SK ILauri Koort Villu Teder Jaan Jüris                          |
| 2001 | Otepää         | Nõmme SK IIRoomet Pikkor Tambet Pikkor Rauno Pikkor        | Nõmme SK IPriit Estermaa Vahur Tasane Jens Salumäe         | Otepää SK IIKristjan Eljand Egert Malts Priidik Vesi                   |
| 2002 | Otepää         | Audentese SpKKristjan Eljand Egert Malts Villu Teder       | Elva SuKJanno Liivak Tiit Orlovski Illimar Pärn            | SK SpordimaailmRoomet Pikkor Rauno Pikkor Tambet Pikkor                |
| 2003 | Otepää         | Nõmme SKKristjan Ehman Veiko Lind Vahur Tasane             | SuK TelemarkAldo Leetoja Vaiko Leetoja Jouko Hein          | Audentese SpKKarl-August Tiirmaa Alar Kukka Egert Malts                |
| 2004 | Otepää         | Otepää SK IKristjan Eljand Egert Malts Jaan Jüris          | Nõmme SKKristjan Ehman Vahur Tasane Jens Salumäe           | Otepää SK IIKarl-August Tiirmaa Priidik Vesi Alar Kukka                |
| 2005 | Otepää         | Otepää SK IEgert Malts Kristjan Eljand Jaan Jüris          | Otepää SK IIKarl-August Tiirmaa Priidik Vesi Tambet Pikkor | Võru SpK IHenri Kirbits Elar Asuküll Alar Asuküll                      |
| 2006 | Otepää         | Otepää SK IAlar Kukka Kristjan Eljand Jaan Jüris           | Võru SpK IElar Asuküll Henri Kirbits Alar Asuküll          | Otepää SK IIPriidik Vesi Ilmar Tedremaa Egert Malts                    |
| 2008 | Otepää         | Keine Meisterschaft in der Mannschaft ausgetragen.         | Keine Meisterschaft in der Mannschaft ausgetragen.         | Keine Meisterschaft in der Mannschaft ausgetragen.                     |
| 2009 | Otepää         | Otepää SKAlar Kukka Jaan Jüris Karl-August Tiirmaa         | Elva SuKKristjan Ilves Tõnis Kartau Illimar Pärn           | SÜ TaevatähtKail Piho Han-Hendrik Piho Mats Piho                       |
| 2010 | Otepää         | Keine Meisterschaft in der Mannschaft ausgetragen.         | Keine Meisterschaft in der Mannschaft ausgetragen.         | Keine Meisterschaft in der Mannschaft ausgetragen.                     |
| 2011 | Otepää         | Otepää SK IArtti Aigro Jaan Jüris Karl-August Tiirmaa      | Elva SuK IRauno Loit Illimar Pärn Kristjan Ilves           | SÜ TaevatähtMats Piho Han-Hendrik Piho Kail Piho                       |
| 2012 | Otepää         | Otepää SK IArtti Aigro Mihkel Oja Karl-August Tiirmaa      | SÜ TaevatähtMats Piho Han-Hendrik Piho Kail Piho           | Elva SuK IKarl Mustjõgi Rauno Loit Kristjan Ilves                      |
| 2013 | Otepää         | Elva SuK IRauno Loit Illimar Pärn Kristjan Ilves           | SÜ TaevatähtKail Piho Mats Piho Han-Hendrik Piho           | Otepää SK IArtti Aigro Kenno Ruukel Karl-August Tiirmaa                |
| 2014 |                | Keine Meisterschaft in der Mannschaft ausgetragen.         | Keine Meisterschaft in der Mannschaft ausgetragen.         | Keine Meisterschaft in der Mannschaft ausgetragen.                     |
| 2015 | Otepää         | Elva SuK IRauno Loit Risto Raudberg Kristjan Ilves         | Põhjakotkas IMarkkus Alter Artti Aigro Kenno Ruukel        | SÜ TaevatähtKail Piho Mats Piho Han-Hendrik Piho                       |
| 2016 | Otepää         | Põhjakotkas IKarl-August Tiirmaa Artti Aigro Kenno Ruukel  | Elva SuK IRauno Loit Kevin Maltsev Kristjan Ilves          | Nõmme SK IRobert Lee Taavi Pappel Siim-Tanel Sammelselg                |
| 2017 | Otepää         | Põhjakotkas IKarl-August Tiirmaa Artti Aigro Markkus Alter | Elva SuK IAndreas Ilves Kevin Maltsev Kristjan Ilves       | Nõmme SK IRobert Lee Taavi Pappel Ivo-Niklas Hermanson                 |
| 2018 | Otepää         | Elva SuusaklubiKevin Maltsev Kristjan Ilves Andreas Ilves  | Nömme SKIvo-Niklas Hermanson Taavi Pappel Robert Lee       | Põhjakotkas OtepääHanno-Henri Reidolf Markkus Alter Karl-August Tirmaa |
| 2019 | Otepää         | OtepääAndero Kapp Markkus Alter Artti Aigro                | Nömme SKKarel Rommo Markus Kägo Robert Lee                 | VõruCarena Roomets Triinu Hausenberg Annemarii Bendi                   |
| 2020 | Otepää         | Nömme SKKarel Rommo Markus Kägo Taavi Pappel               | MixKarel Pastarus Han-Hendrik Piho Andreas Ilves           | OtepääAndres Aaliste Stever Liivamägi Karl-August Tiirmaa              |
| 2021 | Otepää         | Elva SuKKarel Pastarus Kristjan Ilves Kevin Maltsev        | PõhjakotkasAndero Kapp Hanno-Henri Reidolf Markkus Alter   | Nõmme SKFred Gustavson Karel Rammo Markus Kägu                         |
| 2022 |                | Keine Meisterschaft in der Mannschaft ausgetragen.         | Keine Meisterschaft in der Mannschaft ausgetragen.         | Keine Meisterschaft in der Mannschaft ausgetragen.                     |

## Damen Einzel

### Winter
| Jahr | Austragungsort | Meister           | Vize              | Dritter           |
| ---- | -------------- | ----------------- | ----------------- | ----------------- |
| 2015 | Otepää         | Sandra Sillaste   | Annemarii Bendi   | Airiin Pikk       |
| 2016 | Otepää         | Triinu Hausenberg | Annemarii Bendi   | Sandra Sillaste   |
| 2017 | Otepää         | Annemarii Bendi   | Triinu Hausenberg | Meriliis Kukk     |
| 2018 | Otepää         | Annemarii Bendi   | Triinu Hausenberg | Meriliis Kukk     |
| 2019 | Otepää         | Annemarii Bendi   | Triinu Hausenberg | Carena Roomets    |
| 2020 | Otepää         | nicht ausgetragen | nicht ausgetragen | nicht ausgetragen |
| 2021 | Otepää         | Annemarii Bendi   | –                 | –                 |
| 2022 | Otepää         | Annemarii Bendi   | –                 | –                 |
| 2023 | Otepää         | Annemarii Bendi   | –                 | –                 |

### Sommer
| Jahr | Austragungsort | Meister           | Vize              | Dritter           |
| ---- | -------------- | ----------------- | ----------------- | ----------------- |
| 2015 | Otepää         | Annemarii Bendi   | Triinu Hausenberg | Sandra Sillaste   |
| 2016 | Otepää         | Triinu Hausenberg | Annemarii Bendi   | Sandra Sillaste   |
| 2017 | Otepää         | Annemarii Bendi   | Triinu Hausenberg | Carena Roomets    |
| 2018 | Otepää         | Annemarii Bendi   | Triinu Hausenberg | Carena Roomets    |
| 2019 | Otepää         | Annemarii Bendi   | Triinu Hausenberg | Carena Roomets    |
| 2020 | Otepää         | Annemarii Bendi   | Sten-Jörgen Leis  | Triinu Hausenberg |
| 2021 | Otepää         | Annemarii Bendi   | Triinu Hausenberg | –                 |
| 2022 | Otepää         | Annemarii Bendi   | –                 | –                 |